# Mariä Himmelfahrt (Pietenberg)

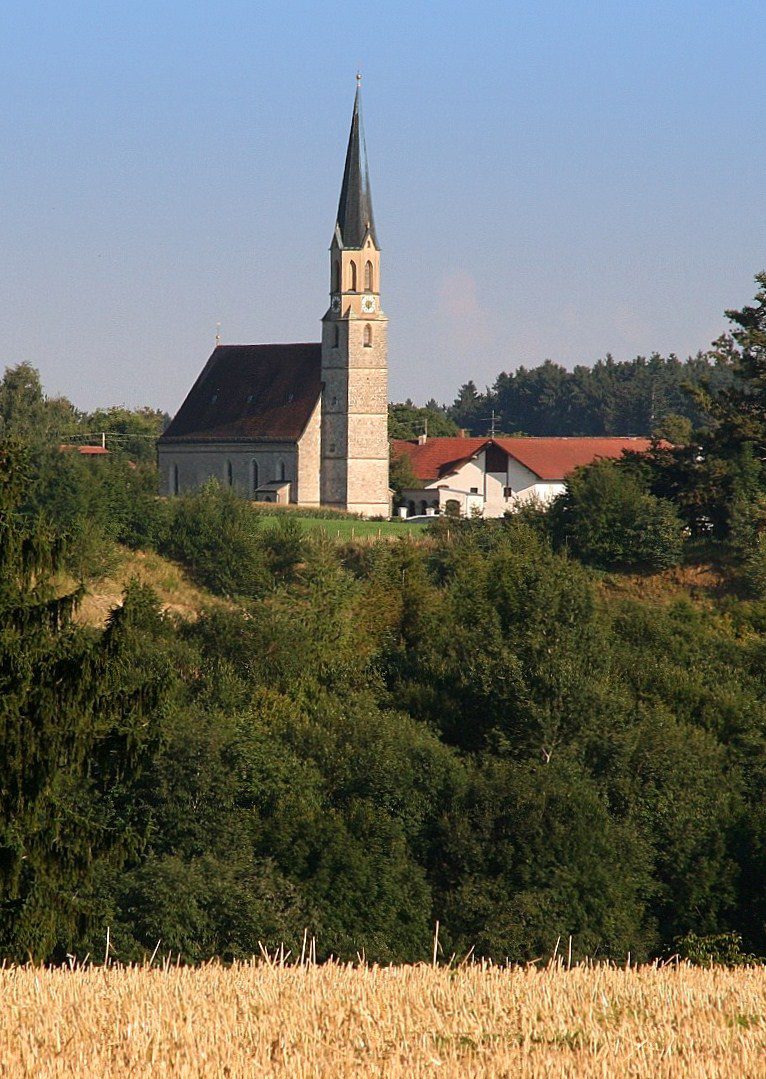
Mariä Himmelfahrt in Pietenberg

Die römisch-katholische Kirche Mariä Himmelfahrt in Pietenberg, einem Gemeindeteil von Taufkirchen im oberbayerischen Landkreis Mühldorf am Inn, ist eine Filialkirche der Pfarrei Taufkirchen im Pfarrverband Kraiburg. Sie ist in der Liste der Baudenkmäler in Taufkirchen (Landkreis Mühldorf am Inn) als Baudenkmal unter der Nr. D-1-83-145-19 eingetragen. Die Kirche gehört zum Dekanat Mühldorf im Erzbistum München und Freising.

## Beschreibung
Die gotische Saalkirche wurde im 15. Jahrhundert aus Quadermauerwerk erbaut und 1696 barock umgestaltet. Sie besteht aus dem Langhaus zu vier Jochen, dem dreiseitig geschlossenen Chor zu einem Joch und dem Kirchturm auf quadratischem Grundriss im Westen. Der Turm mit zwei achteckigen Obergeschossen ist mit einem neugotischen spitzen Helm bedeckt. Das untere dieser beiden Geschosse enthält die Turmuhr, das obere die Glocken.
Das Geläut besteht aus vier historischen Bronzeglocken, die auf zwei Glockenstuben verteilt sind. Sie klingen in den Tönen d′, dis′, h′ und d″. Die schwerste wiegt 1570 kg, die nächste 950 kg, beide wurden in den Jahren 1767 und 1766 von Johann Baptist Stöcher (oder Stecher) aus Burghausen gegossen. Noch älter sind die kleineren 400 kg und ca. 300 kg schweren Glocken, die Paulus Kopp aus München 1691 goss.
Ein Vorbau an der Nordwand des Langhauses führt zum Portal. Zur Kirchenausstattung gehört ein Hochaltar, in dessen Retabel das Pietenberger Gnadenbild steht, eine holzgeschnitzte Marienfigur aus der Zeit um 1500, deren Kopf jedoch im 19. Jahrhundert erneuert worden sein soll.